# Cuba nos Jogos Pan-Americanos de 2023
Cuba competiu nos Jogos Pan-Americanos de 2023 em Santiago, no Chile, de 20 de outubro a 5 de novembro de 2023. Foi a 19.ª aparição do país nos Jogos Pan-Americanos, tendo participado de todas as edições desde a estreia dos Jogos, em 1951.

## Competidores
Abaixo está a lista do número de competidores (por gênero) participando dos jogos por esporte/disciplina.
| Esporte              | Masculino | Feminino | Total |
| -------------------- | --------- | -------- | ----- |
| Beisebol             | 24        | 0        | 24    |
| Canoagem             | 7         | 7        | 14    |
| Caratê               | 1         | 2        | 3     |
| Ciclismo             | 0         | 2        | 2     |
| Esgrima              | 3         | 1        | 4     |
| Ginástica            | 5         | 1        | 6     |
| Handebol             | 0         | 14       | 14    |
| Judô                 | 1         | 1        | 2     |
| Levantamento de peso | 3         | 3        | 6     |
| Lutas                | 12        | 6        | 18    |
| Natação artística    | —         | 2        | 2     |
| Pelota basca         | 2         | 4        | 6     |
| Pentatlo moderno     | 3         | 2        | 5     |
| Raquetebol           | 2         | 0        | 2     |
| Remo                 | 10        | 4        | 14    |
| Softbol              | 0         | 18       | 18    |
| Taekwondo            | 4         | 4        | 8     |
| Tênis de mesa        | 3         | 4        | 7     |
| Tiro com arco        | 3         | 3        | 6     |
| Tiro esportivo       | 7         | 7        | 14    |
| Vela                 | 1         | 3        | 4     |
| Voleibol             | 12        | 0        | 12    |
| Total                | 103       | 88       | 191   |

## Beisebol
Cuba qualificou uma equipe masculina (de 24 atletas) após ficar em segundo no torneio nos Jogos Centro-Americanos e do Caribe de 2023.
Sumário
| Equipe         | Evento            | Fase preliminar      | Fase preliminar      | Fase preliminar      | Fase preliminar | Semifinal            | Final / MB / Po.     | Final / MB / Po. |
| Equipe         | Evento            | Adversário Resultado | Adversário Resultado | Adversário Resultado | Posição         | Adversário Resultado | Adversário Resultado | Posição          |
| -------------- | ----------------- | -------------------- | -------------------- | -------------------- | --------------- | -------------------- | -------------------- | ---------------- |
| Cuba masculino | Torneio masculino |                      |                      |                      |                 |                      |                      |                  |

## Canoagem

### Velocidade
Cuba qualificou um total de 14 canoístas de velocidade (sete homens e sete mulheres).
Masculino
| Atleta            | Evento     | Eliminatória | Eliminatória | Semifinal | Semifinal | Final | Final   |
| Atleta            | Evento     | Tempo        | Posição      | Tempo     | Posição   | Tempo | Posição |
| ----------------- | ---------- | ------------ | ------------ | --------- | --------- | ----- | ------- |
| José Ramón Pelier | C-1 1000 m |              |              |           |           |       |         |
|                   | C-1 1000 m |              |              |           |           |       |         |
|                   | C-2 500 m  |              |              |           |           |       |         |
|                   | K-1 1000 m |              |              |           |           |       |         |
|                   | K-2 500 m  |              |              |           |           |       |         |
|                   | K-4 500 m  | —            | —            | —         | —         |       |         |

Feminino
| Atleta         | Evento    | Eliminatória | Eliminatória | Semifinal | Semifinal | Final | Final   |
| Atleta         | Evento    | Tempo        | Posição      | Tempo     | Posição   | Tempo | Posição |
| -------------- | --------- | ------------ | ------------ | --------- | --------- | ----- | ------- |
| Katherin Nuevo | C-1 200 m |              |              |           |           |       |         |
|                | C-1 200 m |              |              |           |           |       |         |
|                | C-2 500 m |              |              |           |           |       |         |
|                | K-1 500 m |              |              |           |           |       |         |
|                | K-2 500 m |              |              |           |           |       |         |
|                | K-4 500 m | —            | —            | —         | —         |       |         |

## Caratê
Cuba qualificou três (um homem e duas mulheres) através do Campeonato Centro-Americano e do Caribe de 2023 e do Campeonato Pan-Americano de 2023.
Kumite
| Atleta | Evento           | Fase de grupos       | Fase de grupos       | Fase de grupos       | Fase de grupos | Semifinal            | Final                | Final   |
| Atleta | Evento           | Adversário Resultado | Adversário Resultado | Adversário Resultado | Posição        | Adversário Resultado | Adversário Resultado | Posição |
| ------ | ---------------- | -------------------- | -------------------- | -------------------- | -------------- | -------------------- | -------------------- | ------- |
|        | −60 kg masculino |                      |                      |                      |                |                      |                      |         |
|        | −55 kg feminino  |                      |                      |                      |                |                      |                      |         |
|        | −61 kg feminino  |                      |                      |                      |                |                      |                      |         |

## Ciclismo
Cuba classificou duas ciclistas femininas. 

### Estrada
Cuba classificou uma ciclista de estrada através do Campeonato do Caribe. Cuba também classificou uma ciclista de estrada através do Campeonato Pan-Americano.
| Atleta | Evento                      | Tempo | Posição |
| ------ | --------------------------- | ----- | ------- |
|        | Corrida em estrada feminina |       |         |
|        |                             |       |         |

## Esgrima
Cuba classificou uma equipe 4 esgrimistas (três homens e uma mulher) através do Campeonato Pan-Americano de Esgrima de 2022 em Assunção, Paraguai.
Individual
| Atleta | Evento           | Fase de grupos | Fase de grupos | Oitavas-de-final     | Quartas-de-final     | Semifinais           | Final                | Final     |
| Atleta | Evento           | Vitórias       | Chaveamento    | Adversário Resultado | Adversário Resultado | Adversário Resultado | Adversário Resultado | Pontuação |
| ------ | ---------------- | -------------- | -------------- | -------------------- | -------------------- | -------------------- | -------------------- | --------- |
|        | Espada masculino |                |                |                      |                      |                      |                      |           |
|        |                  |                |                |                      |                      |                      |                      |           |
|        | Sabre feminino   |                |                |                      |                      |                      |                      |           |

Equipe
| Atleta | Evento           | Quartas-de-final     | Semifinais/Consolação | Final / MB / Po      | Final / MB / Po |
| Atleta | Evento           | Adversário Resultado | Adversário Resultado  | Adversário Resultado | Posição         |
| ------ | ---------------- | -------------------- | --------------------- | -------------------- | --------------- |
|        | Espada masculino |                      |                       |                      |                 |

## Ginástica

### Artística
Cuba qualificou uma equipe de cinco ginastas masculinos no Campeonato Pan-Americano de 2023.
Masculino
Classificação individual e por equipes
| Atleta | Evento | Final    | Final    | Final    | Final    | Final    | Final    | Final | Final   |
| Atleta | Evento | Aparelho | Aparelho | Aparelho | Aparelho | Aparelho | Aparelho | Total | Posição |
| Atleta | Evento | S        | CA       | A        | Sa       | BP       | BF       | Total | Posição |
| ------ | ------ | -------- | -------- | -------- | -------- | -------- | -------- | ----- | ------- |
|        | Equipe |          |          |          |          |          |          |       |         |
|        |        |          |          |          |          |          |          |       |         |
|        |        |          |          |          |          |          |          |       |         |
|        |        |          |          |          |          |          |          |       |         |
|        |        |          |          |          |          |          |          |       |         |
| Total  |        |          |          |          |          |          |          |       |         |

Legenda de classificação: Q = Classificado para a final por aparelhos

### Rítmica
Cuba qualificou uma ginasta rítmica no individual.
Individual
| Atleta | Evento           | Aparelho | Aparelho | Aparelho | Aparelho | Total     | Total   |
| Atleta | Evento           | Bola     | Maças    | Arco     | Fita     | Resultado | Posição |
| ------ | ---------------- | -------- | -------- | -------- | -------- | --------- | ------- |
|        | Individual geral |          |          |          |          |           |         |
|        | Bola             |          | —        | —        | —        |           |         |
|        | Maças            | —        |          | —        | —        |           |         |
|        | Arco             | —        | —        |          | —        |           |         |
|        | Fita             | —        | —        | —        |          |           |         |

## Handebol

### Feminino
Cuba qualificou uma equipe feminina (de 14 atletas) após ser finalista dos Jogos Centro-Americanos e do Caribe de 2023.
Sumário
| Equipe        | Evento   | Fase de grupos       | Fase de grupos       | Fase de grupos       | Fase de grupos | Semifinal            | Final / MB / Po.     | Final / MB / Po. |
| Equipe        | Evento   | Adversário Resultado | Adversário Resultado | Adversário Resultado | Posição        | Adversário Resultado | Adversário Resultado | Posição          |
| ------------- | -------- | -------------------- | -------------------- | -------------------- | -------------- | -------------------- | -------------------- | ---------------- |
| Cuba feminino | Feminino |                      |                      |                      |                |                      |                      |                  |

## Judô
Cuba qualificou dois judocas (um homem e uma mulher) após vencerem suas categorias nos Jogos Pan-Americanos Júnior de 2021.
Masculino
| Atleta         | Evento  | Oitavas-de-final     | Quartas-de-final     | Semifinais           | Repescagem           | Final / MB           | Final / MB |
| Atleta         | Evento  | Adversário Resultado | Adversário Resultado | Adversário Resultado | Adversário Resultado | Adversário Resultado | Posição    |
| -------------- | ------- | -------------------- | -------------------- | -------------------- | -------------------- | -------------------- | ---------- |
| Omar Cruz Leon | +100 kg |                      |                      |                      |                      |                      |            |

Feminino
| Atleta                   | Evento | Oitavas-de-final     | Quartas-de-final     | Semifinais           | Repescagem           | Final / MB           | Final / MB |
| Atleta                   | Evento | Adversário Resultado | Adversário Resultado | Adversário Resultado | Adversário Resultado | Adversário Resultado | Posição    |
| ------------------------ | ------ | -------------------- | -------------------- | -------------------- | -------------------- | -------------------- | ---------- |
| Thalia Nariño Castellano | +78 kg |                      |                      |                      |                      |                      |            |

## Levantamento de peso
Cuba classificou seis halterofilistas (três homens e três mulheres).
| Atleta | Evento | Arranco   | Arranco | Arremesso | Arremesso | Total | Posição |
| Atleta | Evento | Resultado | Posição | Resultado | Posição   | Total | Posição |
| ------ | ------ | --------- | ------- | --------- | --------- | ----- | ------- |
|        |        |           |         |           |           |       |         |
|        |        |           |         |           |           |       |         |
|        |        |           |         |           |           |       |         |
|        |        |           |         |           |           |       |         |
|        |        |           |         |           |           |       |         |
|        |        |           |         |           |           |       |         |

## Lutas
Cuba qualificou uma equipe de 18 lutadores (12 homens e 6 mulheres) através dos Jogos Pan-Americanos Júnior de 2021, do Campeonato Pan-Americano de Lutas de 2022 e do Campeonato Pan-Americano de Lutas de 2023.
Chave:
- VT – Vitória por queda
- PP – Decisão por pontos – derrotado com pontos técnicos.
- PO – Decisão por pontos – derrotado sem pontos técnicos.
- SP – Superioridade técnica – o derrotado com pontos técnicos e uma margem de vitória de pelo menos 9 (Greco-romana) ou 10 (livre) pontos.
- ST – Grande superioridade – o derrotado sem pontos técnicos e uma margem de vitória de pelo menos 8 (Greco-romana) ou 10 (livre) pontos.
- VA – Decisão por desistência

Masculino
| Atleta | Evento              | Quartas-de-final     | Semifinal            | Final / MB           | Final / MB |
| Atleta | Evento              | Adversário Resultado | Adversário Resultado | Adversário Resultado | Posição    |
| ------ | ------------------- | -------------------- | -------------------- | -------------------- | ---------- |
|        | Livre 57 kg         |                      |                      |                      |            |
|        | Livre 65 kg         |                      |                      |                      |            |
|        | Livre 74 kg         |                      |                      |                      |            |
|        | Livre 86 kg         |                      |                      |                      |            |
|        | Livre 97 kg         |                      |                      |                      |            |
|        | Livre 125 kg        |                      |                      |                      |            |
|        | Greco-romana 60 kg  |                      |                      |                      |            |
|        | Greco-romana 67 kg  |                      |                      |                      |            |
|        | Greco-romana 77 kg  |                      |                      |                      |            |
|        | Greco-romana 87 kg  |                      |                      |                      |            |
|        | Greco-romana 97 kg  |                      |                      |                      |            |
|        | Greco-romana 130 kg |                      |                      |                      |            |

Feminino
| Atleta | Evento | Quartas-de-final     | Semifinal            | Final / MB           | Final / MB |
| Atleta | Evento | Adversário Resultado | Adversário Resultado | Adversário Resultado | Posição    |
| ------ | ------ | -------------------- | -------------------- | -------------------- | ---------- |
|        | 50 kg  |                      |                      |                      |            |
|        | 53 kg  |                      |                      |                      |            |
|        | 57 kg  |                      |                      |                      |            |
|        | 62 kg  |                      |                      |                      |            |
|        | 68 kg  |                      |                      |                      |            |
|        | 76 kg  |                      |                      |                      |            |

## Natação artística
Cuba qualificou uma equipe de duas nadadoras artísticas através dos Jogos Centro-Americanos e do Caribe de 2023.
| Atleta | Evento | Rotina técnica | Rotina técnica | Rotina livre (Final) | Rotina livre (Final) | Rotina livre (Final) | Rotina livre (Final) |
| Atleta | Evento | Pontos         | Posição        | Pontos               | Posição              | Pontos totais        | Posição              |
| ------ | ------ | -------------- | -------------- | -------------------- | -------------------- | -------------------- | -------------------- |
|        | Dueto  |                |                |                      |                      |                      |                      |

## Pelota basca
Cuba classificou uma equipe de seis atletas (dois homens e quatro mulheres) através do Torneio Pan-Americano de Pelota Basca de 2023.
Masculino
| Atleta | Evento                            | Fase preliminar   | Fase preliminar   | Fase preliminar   | Fase preliminar   | Fase preliminar | Semifinal         | Final / MB        | Posição |
| Atleta | Evento                            | Partida 1         | Partida 2         | Partida 3         | Partida 4         | Posição         | Semifinal         | Final / MB        | Posição |
| Atleta | Evento                            | Adversário Placar | Adversário Placar | Adversário Placar | Adversário Placar | Posição         | Adversário Placar | Adversário Placar | Posição |
| ------ | --------------------------------- | ----------------- | ----------------- | ----------------- | ----------------- | --------------- | ----------------- | ----------------- | ------- |
|        | Pelota de goma frontón individual |                   |                   |                   |                   |                 |                   |                   |         |
|        | Frontball                         |                   |                   |                   |                   |                 |                   |                   |         |

Feminino
| Atleta | Evento                            | Fase preliminar   | Fase preliminar   | Fase preliminar   | Fase preliminar   | Fase preliminar | Semifinal         | Final / MB        | Posição |
| Atleta | Evento                            | Partida 1         | Partida 2         | Partida 3         | Partida 4         | Posição         | Semifinal         | Final / MB        | Posição |
| Atleta | Evento                            | Adversário Placar | Adversário Placar | Adversário Placar | Adversário Placar | Posição         | Adversário Placar | Adversário Placar | Posição |
| ------ | --------------------------------- | ----------------- | ----------------- | ----------------- | ----------------- | --------------- | ----------------- | ----------------- | ------- |
|        | Pelota de goma frontón individual |                   |                   |                   |                   |                 |                   |                   |         |
|        | Frontênis duplas                  |                   |                   |                   |                   |                 |                   |                   |         |
|        | Frontball                         |                   |                   |                   |                   |                 |                   |                   |         |

## Pentatlo moderno
Cuba classificou cinco pentatletas (três homens e duas mulheres).
| Atleta | Evento                | Esgrima (Espada um toque) | Esgrima (Espada um toque) | Esgrima (Espada um toque) | Esgrima (Espada um toque) | Natação (200 m nado livre) | Natação (200 m nado livre) | Natação (200 m nado livre) | Hipismo (Saltos) | Hipismo (Saltos) | Hipismo (Saltos) | Tiro / Corrida (pistola a laser 10 m / 3000 m cross-country) | Tiro / Corrida (pistola a laser 10 m / 3000 m cross-country) | Tiro / Corrida (pistola a laser 10 m / 3000 m cross-country) | Total  | Total   |
| Atleta | Evento                | V – D                     | Posição                   | Pontos                    | PB                        | Tempo                      | Posição                    | Pontos                     | Penalidades      | Posição          | Pontos           | Tempo                                                        | Posição                                                      | Pontos                                                       | Pontos | Posição |
| ------ | --------------------- | ------------------------- | ------------------------- | ------------------------- | ------------------------- | -------------------------- | -------------------------- | -------------------------- | ---------------- | ---------------- | ---------------- | ------------------------------------------------------------ | ------------------------------------------------------------ | ------------------------------------------------------------ | ------ | ------- |
|        | Masculino             |                           |                           |                           |                           |                            |                            |                            |                  |                  |                  |                                                              |                                                              |                                                              |        |         |
|        |                       |                           |                           |                           |                           |                            |                            |                            |                  |                  |                  |                                                              |                                                              |                                                              |        |         |
|        |                       |                           |                           |                           |                           |                            |                            |                            |                  |                  |                  |                                                              |                                                              |                                                              |        |         |
|        | Revezamento masculino |                           |                           |                           |                           |                            |                            |                            |                  |                  |                  |                                                              |                                                              |                                                              |        |         |
|        | Feminino              |                           |                           |                           |                           |                            |                            |                            |                  |                  |                  |                                                              |                                                              |                                                              |        |         |
|        |                       |                           |                           |                           |                           |                            |                            |                            |                  |                  |                  |                                                              |                                                              |                                                              |        |         |
|        | Revezamento feminino  |                           |                           |                           |                           |                            |                            |                            |                  |                  |                  |                                                              |                                                              |                                                              |        |         |
|        | Revezamento misto     |                           |                           |                           |                           |                            |                            |                            |                  |                  |                  |                                                              |                                                              |                                                              |        |         |

## Raquetebol
Cuba classificou uma equipe de dois atletas masculinos.
| Atleta | Evento               | Fase de grupos       | Fase de grupos       | Fase de grupos       | Fase de grupos | Oitavas-de-final     | Quartas-de-final     | Semifinal            | Final                | Final   |
| Atleta | Evento               | Adversário Resultado | Adversário Resultado | Adversário Resultado | Posição        | Adversário Resultado | Adversário Resultado | Adversário Resultado | Adversário Resultado | Posição |
| ------ | -------------------- | -------------------- | -------------------- | -------------------- | -------------- | -------------------- | -------------------- | -------------------- | -------------------- | ------- |
|        | Individual masculino |                      |                      |                      |                |                      |                      |                      |                      |         |
|        |                      |                      |                      |                      |                |                      |                      |                      |                      |         |
|        | Duplas masculinas    |                      |                      |                      |                |                      |                      |                      |                      |         |
|        | Equipes masculinas   | —                    | —                    | —                    | —              |                      |                      |                      |                      |         |

## Remo
Cuba  classificou 14 remadores (dez homens e quatro mulheres).
Masculino
| Atleta | Evento                | Eliminatória | Eliminatória | Repescagem | Repescagem | Semifinal | Semifinal | Final A/B | Final A/B |
| Atleta | Evento                | Tempo        | Posição      | Tempo      | Posição    | Tempo     | Posição   | Tempo     | Posição   |
| ------ | --------------------- | ------------ | ------------ | ---------- | ---------- | --------- | --------- | --------- | --------- |
|        | Skiff simples         |              |              |            |            |           |           |           |           |
|        | Skiff duplo           |              |              |            |            | —         | —         |           |           |
|        | Skiff quádruplo       |              |              | —          | —          | —         | —         |           |           |
|        | Dois sem              |              |              | —          | —          | —         | —         |           |           |
|        | Quatro sem            |              |              | —          | —          | —         | —         |           |           |
|        | Skiff duplo peso leve |              |              |            |            | —         | —         |           |           |

Feminino
| Atleta | Evento          | Eliminatória | Eliminatória | Repescagem | Repescagem | Semifinal | Semifinal | Final A/B | Final A/B |
| Atleta | Evento          | Tempo        | Posição      | Tempo      | Posição    | Tempo     | Posição   | Tempo     | Posição   |
| ------ | --------------- | ------------ | ------------ | ---------- | ---------- | --------- | --------- | --------- | --------- |
|        | Skiff simples   |              |              |            |            |           |           |           |           |
|        | Skiff duplo     |              |              |            |            | —         | —         |           |           |
|        | Skiff quádruplo |              |              | —          | —          | —         | —         |           |           |

## Softbol
Cuba classificou uma equipe feminina (de 18 atletas) em virtude de sua campanha no Campeonato Pan-Americano de 2022.
Sumário
| Equipe        | Evento   | Fase de grupos       | Fase de grupos       | Fase de grupos       | Fase de grupos | Semifinal            | Final / MB / Po.     | Final / MB / Po. |
| Equipe        | Evento   | Adversário Resultado | Adversário Resultado | Adversário Resultado | Posição        | Adversário Resultado | Adversário Resultado | Posição          |
| ------------- | -------- | -------------------- | -------------------- | -------------------- | -------------- | -------------------- | -------------------- | ---------------- |
| Cuba feminino | Feminino |                      |                      |                      |                |                      |                      |                  |

## Taekwondo
Cuba classificou oito atletas (quatro homens e quatro mulheres) durante o Torneio Classificatório para os Jogos Pan-Americanos.
Kyorugi
| Atleta | Evento           | Oitavas-de-final     | Quartas-de-final     | Semifinais           | Repescagem           | Final / MB           | Final / MB |
| Atleta | Evento           | Adversário Resultado | Adversário Resultado | Adversário Resultado | Adversário Resultado | Adversário Resultado | Posição    |
| ------ | ---------------- | -------------------- | -------------------- | -------------------- | -------------------- | -------------------- | ---------- |
|        | –68 kg masculino |                      |                      |                      |                      |                      |            |
|        | –80 kg masculino |                      |                      |                      |                      |                      |            |
|        | +80 kg masculino |                      |                      |                      |                      |                      |            |
|        | –49 kg feminino  |                      |                      |                      |                      |                      |            |
|        | –67 kg feminino  |                      |                      |                      |                      |                      |            |
|        | +67 kg feminino  |                      |                      |                      |                      |                      |            |

Poomsae
| Atleta | Evento                | Resultado | Posição |
| ------ | --------------------- | --------- | ------- |
|        | Poomsae masculino     |           |         |
|        | Poomsae feminino      |           |         |
|        | Poomsae duplas mistas |           |         |

## Tênis de mesa
Cuba classificou uma equipe completa de seis atletas (três homens e três mulheres) através do Campeonato do Caribe de 2023. Cuba classificou uma mesatenista extra após vencer o torneio individual dos Jogos Pan-Americanos Júnior de 2021.
Masculino
| Atleta | Evento     | Fase de grupos       | Fase de grupos       | Fase de grupos       | Fase de grupos | Primeira rodada      | Segunda rodada       | Quartas-de-final     | Semifinal            | Final / MB           | Final / MB |
| Atleta | Evento     | Adversário Resultado | Adversário Resultado | Adversário Resultado | Posição        | Adversário Resultado | Adversário Resultado | Adversário Resultado | Adversário Resultado | Adversário Resultado | Posição    |
| ------ | ---------- | -------------------- | -------------------- | -------------------- | -------------- | -------------------- | -------------------- | -------------------- | -------------------- | -------------------- | ---------- |
|        | Individual | —                    | —                    | —                    | —              |                      |                      |                      |                      |                      |            |
|        | Individual | —                    |                      |                      |                |                      |                      |                      |                      |                      |            |
|        | Dupla      | —                    | —                    | —                    | —              | —                    | —                    |                      |                      |                      |            |
|        | Equipe     | —                    |                      |                      |                | —                    | —                    |                      |                      |                      |            |

Feminino
| Atleta           | Evento     | Fase de grupos       | Fase de grupos       | Fase de grupos       | Fase de grupos | Primeira rodada      | Segunda rodada       | Quartas-de-final     | Semifinal            | Final / MB           | Final / MB |
| Atleta           | Evento     | Adversário Resultado | Adversário Resultado | Adversário Resultado | Posição        | Adversário Resultado | Adversário Resultado | Adversário Resultado | Adversário Resultado | Adversário Resultado | Posição    |
| ---------------- | ---------- | -------------------- | -------------------- | -------------------- | -------------- | -------------------- | -------------------- | -------------------- | -------------------- | -------------------- | ---------- |
| Daniela Carranza | Individual | —                    | —                    | —                    | —              |                      |                      |                      |                      |                      |            |
|                  | Individual | —                    |                      |                      |                |                      |                      |                      |                      |                      |            |
|                  | Individual | —                    |                      |                      |                |                      |                      |                      |                      |                      |            |
|                  | Dupla      | —                    | —                    | —                    | —              | —                    | —                    |                      |                      |                      |            |
|                  | Equipe     | —                    |                      |                      |                | —                    | —                    |                      |                      |                      |            |

Misto
| Atleta | Evento | Primeira rodada      | Quartas-de-final     | Semifinal            | Final / MB           | Final / MB |
| Atleta | Evento | Adversário Resultado | Adversário Resultado | Adversário Resultado | Adversário Resultado | Posição    |
| ------ | ------ | -------------------- | -------------------- | -------------------- | -------------------- | ---------- |
|        | Dupla  |                      |                      |                      |                      |            |

## Tiro com arco
Cuba classificou seis arqueiros durante a Copa Merengue de 2023.
Masculino
| Atleta | Evento             | Fase de ranqueamento | Fase de ranqueamento | 16-avos-de-final     | Oitavas-de-final     | Quartas-de-final     | Semifinais           | Final / MB           | Rank |
| Atleta | Evento             | Pontuação            | Chaveamento          | Adversário Pontuação | Adversário Pontuação | Adversário Pontuação | Adversário Pontuação | Adversário Pontuação | Rank |
| ------ | ------------------ | -------------------- | -------------------- | -------------------- | -------------------- | -------------------- | -------------------- | -------------------- | ---- |
|        | Recurvo individual |                      |                      |                      |                      |                      |                      |                      |      |
|        |                    |                      |                      |                      |                      |                      |                      |                      |      |
|        |                    |                      |                      |                      |                      |                      |                      |                      |      |
|        | Recurvo equipes    |                      |                      | —                    | —                    |                      |                      |                      |      |

Feminino
| Atleta | Evento             | Fase de ranqueamento | Fase de ranqueamento | 16-avos-de-final     | Oitavas-de-final     | Quartas-de-final     | Semifinais           | Final / MB           | Rank |
| Atleta | Evento             | Pontuação            | Chaveamento          | Adversário Pontuação | Adversário Pontuação | Adversário Pontuação | Adversário Pontuação | Adversário Pontuação | Rank |
| ------ | ------------------ | -------------------- | -------------------- | -------------------- | -------------------- | -------------------- | -------------------- | -------------------- | ---- |
|        | Recurvo individual |                      |                      |                      |                      |                      |                      |                      |      |
|        |                    |                      |                      |                      |                      |                      |                      |                      |      |
|        |                    |                      |                      |                      |                      |                      |                      |                      |      |
|        | Recurvo equipes    |                      |                      | —                    | —                    |                      |                      |                      |      |

Misto
| Atleta | Evento          | Fase de ranqueamento | Fase de ranqueamento | 16-avos-de-final     | Oitavas-de-final     | Quartas-de-final     | Semifinais           | Final / MB           | Rank |
| Atleta | Evento          | Pontuação            | Chaveamento          | Adversário Pontuação | Adversário Pontuação | Adversário Pontuação | Adversário Pontuação | Adversário Pontuação | Rank |
| ------ | --------------- | -------------------- | -------------------- | -------------------- | -------------------- | -------------------- | -------------------- | -------------------- | ---- |
|        | Recurvo equipes |                      |                      | —                    | —                    |                      |                      |                      |      |

## Tiro esportivo
Cuba classificou um total de 14 atiradores esportivos no Campeonato das Américas de Tiro de 2022.
Masculino
Pistola e carabina
| Atleta | Evento                      | Classificação | Classificação | Final  | Final   |
| Atleta | Evento                      | Pontos        | Posição       | Pontos | Posição |
| ------ | --------------------------- | ------------- | ------------- | ------ | ------- |
|        | Pistola de ar 10 m          |               |               |        |         |
|        |                             |               |               |        |         |
|        | Tiro rápido 25 m            |               |               |        |         |
|        |                             |               |               |        |         |
|        | Carabina de ar 10 m         |               |               |        |         |
|        | Carabina três posições 50 m |               |               |        |         |

Masculino
Espingarda
| Atleta | Evento | Classificação | Classificação | Semifinal | Semifinal | Final / MB           | Final / MB |
| Atleta | Evento | Pontos        | Posição       | Pontos    | Posição   | Adversário Resultado | Posição    |
| ------ | ------ | ------------- | ------------- | --------- | --------- | -------------------- | ---------- |
|        | Skeet  |               |               |           |           |                      |            |

Feminino
Pistola e carabina
| Atleta | Evento                      | Classificação | Classificação | Final  | Final   |
| Atleta | Evento                      | Pontos        | Posição       | Pontos | Posição |
| ------ | --------------------------- | ------------- | ------------- | ------ | ------- |
|        | Pistola de ar 10 m          |               |               |        |         |
|        |                             |               |               |        |         |
|        | Pistola 25 m                |               |               |        |         |
|        | Carabina de ar 10 m         |               |               |        |         |
|        |                             |               |               |        |         |
|        | Carabina três posições 50 m |               |               |        |         |
|        |                             |               |               |        |         |

## Vela
Cuba classificou 3 barcos para um total de 4 velejadoras.
Feminino
| Atleta | Evento       | Regata | Regata | Regata | Regata | Regata | Regata | Regata | Regata | Regata | Regata | Regata | Regata | Regata | Total  | Total   |
| Atleta | Evento       | 1      | 2      | 3      | 4      | 5      | 6      | 7      | 8      | 9      | 10     | 11     | 12     | M      | Pontos | Posição |
| ------ | ------------ | ------ | ------ | ------ | ------ | ------ | ------ | ------ | ------ | ------ | ------ | ------ | ------ | ------ | ------ | ------- |
|        | Laser radial |        |        |        |        |        |        |        |        |        |        | —      | —      |        |        |         |
|        | Sunfish      |        |        |        |        |        |        |        |        |        |        | —      | —      |        |        |         |

Misto
| Atleta | Evento | Regata | Regata | Regata | Regata | Regata | Regata | Regata | Regata | Regata | Regata | Regata | Regata | Regata | Total  | Total   |
| Atleta | Evento | 1      | 2      | 3      | 4      | 5      | 6      | 7      | 8      | 9      | 10     | 11     | 12     | M      | Pontos | Posição |
| ------ | ------ | ------ | ------ | ------ | ------ | ------ | ------ | ------ | ------ | ------ | ------ | ------ | ------ | ------ | ------ | ------- |
|        | Snipe  |        |        |        |        |        |        |        |        |        |        | —      | —      |        |        |         |

## Voleibol
Quadra

### Masculino
Cuba classificou uma equipe masculina (de 12 atletas) após vencer a Copa Pan-Americana de Voleibol Masculino de 2022.
Sumário
| Equipe         | Evento    | Fase de grupos       | Fase de grupos       | Fase de grupos       | Fase de grupos | Semifinal            | Final / MB / Po.     | Final / MB / Po. |
| Equipe         | Evento    | Adversário Resultado | Adversário Resultado | Adversário Resultado | Posição        | Adversário Resultado | Adversário Resultado | Posição          |
| -------------- | --------- | -------------------- | -------------------- | -------------------- | -------------- | -------------------- | -------------------- | ---------------- |
| Cuba masculino | Masculino |                      |                      |                      |                |                      |                      |                  |